# Association pour la sauvegarde du patrimoine archéologique aveyronnais
L’Association pour la sauvegarde du patrimoine archéologique aveyronnais (ASPAA) est une société savante créée en 1982 à Montrozier dans le département de Aveyron.

## Caractéristiques
Regroupant l'ensemble des archéologues amateurs, professionnels et bénévoles intervenant sur le département mais aussi nombre de néophytes intéressés par leurs racines (environ 130 personnes), l'Association pour la sauvegarde du patrimoine archéologique aveyronnais a son siège au musée de Montrozier.

## Objectifs et actions
Son objectif est de sauvegarder et promouvoir le patrimoine archéologique local, richesse millénaire régulièrement menacée et bien souvent méconnue. 
L'association gère, par convention avec le Conseil général de l'Aveyron, le centre archéologique départemental et le musée de Montrozier depuis 1992.
Une fois par an, elle édite les Cahiers d'Archéologie Aveyronnaise (Vivre en Rouergue). La vingtaine de numéros déjà parus est d'un contenu riche puisque nécessitant une moyenne proche des 200 pages.